# 麥克·麥克米蘭
麥克·麥克米蘭（英語：Michael McMillian，1978年10月21日—）是美國的一位演員。他最著名的作品是在電視劇What I Like About You中扮演Henry Gibson 的角色。他也是一位漫畫作家和劇本作家。

## 外部連結
- 麥克·麥克米蘭在互联网电影资料库（IMDb）上的資料（英文）